# Hans Bahrdt
Hans Robert Bahrdt (* 7. April 1877 in Leipzig; † 18. Dezember 1953 in Dresden) war ein deutscher Pädiater in Dresden. Er befasste sich mit dem Stoffwechsel und der Atmung des Säuglings.

## Leben
Nach dem Abitur an der Thomasschule zu Leipzig begann Bahrdt 1896 mit einem Studium der Medizin an der Georg-August-Universität Göttingen. 1897 wurde er mit Wolfgang Heubner im Corps Bremensia recipiert. Als Inaktiver wechselte er an die Philipps-Universität Marburg und die Universität Leipzig. In Leipzig wurde er 1902 approbiert und zum Doktor der Medizin promoviert. Nach Assistenzarztstellen an der Medizinischen Poliklinik des Universitätsklinikums Marburg sowie des Universitätsklinikums Leipzig, war Bahrdt ab 1909 am Kaiserin-Auguste-Viktoria-Haus zur Bekämpfung der Säuglingssterblichkeit im Deutschen Reich tätig. Dort wurde er 1911 Facharzt für Kinderheilkunde und Oberarzt. Von 1912 bis 1914 war er Redakteur des Zentralblatts für Kinderheilkunde.
Im Jahr 1917 wechselte Barth nach Dresden und wurde dort Leiter des Dresdner Städtischen Säuglingsheims. 1918 folgte die Ernennung zum Professor. Barth war maßgeblich an der Planung und Erbauung der neuen Kinderklinik des Stadtkrankenhauses Dresden-Johannstadt beteiligt. Er gab das Klinkdirektorat 1947 ab, leitete aber noch anderthalb Jahre die Kinderabteilung der Poliklinik in Trachau.

## Mitgliedschaften
- Dresdner Akademie für ärztliche Fortbildung
- Gesellschaft für Natur- und Heilkunde zu Dresden

## Schriften
- mit Leopold Langstein: Beiträge zur Physiologie, Pathologie und sozialen Hygiene des Kindesalters aus dem Kaiserin Auguste Victoria Haus zur Bekämpfung der Säuglingssterblichkeit im Deutschen Reich., Berlin 1919.

## Ehrungen
- Ehrenmitglied der Medizinisch-wissenschaftlichen Gesellschaft für Kinderheilkunde an der Universität Leipzig (1952)
- Gewährung einer Personalpension vom Ministerium für Gesundheitswesen der DDR (1953)